# رشته‌کوه کاکشال
رشته‌کوه کاکشال (به لاتین: Kakshaal Too) یک رشته‌کوه در قرقیزستان است. رشته‌کوه کاکشال ۷٬۴۳۹ متر بالاتر از سطح دریا واقع شده‌است.